# النابغة الجعدي
أبو ليلى النابغة الجعدي الكعبي  (55 ق هـ/568م - 65 هـ/684م) شاعر وصحابي من المعمرين. ولد في الفلج (الأفلاج) جنوبي نجد. اشتهر في الجاهلية، وقيل إنه زار اللخميين بالحيرة. وسمي «النابغة» لأنه أقام ثلاثين سنة لا يقول الشعر ثم نبغ فقاله. وكان ممن هجر الأوثان، ونهى عن الخمر، قبل ظهور الإسلام. جاء عنه في سير أعلام النبلاء: «النابغة الجعدي أبو ليلى، شاعر زمانه، له صحبة، ووفادة، ورواية. وهو من بني عامر بن صعصعة. يقال: عاش مائة وعشرين سنة. وكان يتنقل في البلاد، ويمتدح الأمراء. وامتد عمره، قيل: عاش إلى حدود سنة سبعين».
وقدم وهو سيد قومه مع وفدهم على رسول الله ﷺ سنة 9 هـ / 630م، فأسلم. وشهد فتح فارس، وحارب مع علي بن أبي طالب معركة صفين وهو شيخًا كبير. ثم سكن الكوفة، فسيره معاوية إلى أصبهان مع أحد ولاتها، فمات فيها وقد كف بصره سنة 65 هـ / 684، وجاوز المِئَة واثنا عشر سنة، وقيل مئة وعشرون سنة.
والنابغة شاعر متقدم صنفه ابن سلام في رأس الطبقة الثالثة من الجاهليين مع أبو ذؤيب الهذلي والشماخ بن ضرار، لبيد بن ربيعة ووصفه بأنه شاعر مُفلْق. نظم النابغة الشعر كبيراً، فمدح، وفخر، ووصف مآثر قومه، وهاجى ليلى الأخيلية، وأوس بن مغراء والأخطل، فتغلبوا عليه، وكان من أوصف الشعراء للخيل، وشعره متفاوت لعدم تهذيبه، جمعت شعره المستشرقة الإيطالية ماريا نلينو في «ديوان» مع ترجمة إلى الإيطالية وتحقيقات.

## النسب
- هو: قيْس بن عَبْد اللّه بن عَمْرو بن عدس بن ربيعة بن جَعْدة بن كعب بن ربيعة بن عامر بن صعصعة.
- أمه: فاخرة بنت عمرو بن شحنة بن جابر بن أسامة بن مالك بن نصر بن قعين بن الحارث بن ثعلبة بن دودان بن أسد.

## إسلامه
ولما جاء الله بالإسلام وفد النابغة على النبي، فأسلم وأنشده قصيدة استحسنها النبي قائلا: «لايفضض الله فاك»، ومنها قوله:
فقال النبي: «أين المظهر يا أبا ليلى؟» فقال: «الجنة»، قال النبي: «أجل إن شاء الله»، ثم أكمل إنشاده:
ومن أبياته التي ألقاها أمام الرسول قصيدة مكونه من ما يزيد عن 200 بيت مطلعها:

## وفاته
عاش النابغة إلى زمن عبدالله بن الزبير وقدر وفاته بروكلمان سنة 65 هـ / 684، وفي شعره يقول أنه أدرك وهو فتى يافع الملك المنذر بن محرق (578-582م) والد الملك النعمان بن المنذر، كما عاصر تأسيس سوق عكاظ. وبذلك يكون عاش نحو مائة وعشرون سنة، وكان عمره عند موت المنذر بن محرق نحو خمسة عشر سنة، وفيه شعره يقول:
والبعض يأكد بأنه عاش مئة وإثنا عشر سنة، لقوله: